# Earinis humeralis
Earinis humeralis là một loài bọ cánh cứng trong họ Cerambycidae.